# PZL-150 Koliber
PZL-110 „Koliber 150” – powstał jako modyfikacja produkowanego seryjnie samolotu PZL-110 Koliber. Najważniejsza zmiana polegała na zamontowaniu silnika Lycoming O-320-E2A o mocy 150 KM.
Prototyp został oblatany przez Macieja Akslera 27 września 1988 r. Samolot przeznaczony jest do lotów szkolnych, treningowych, turystycznych i dyspozycyjnych, dopuszczony też został do wykonywania podstawowej akrobacji.
Konstrukcja: metalowa, jednosilnikowy, dwumiejscowy dolnopłat wolnonośny, podwozie trójpodporowe stałe. Napęd stanowi 4-cylindrowy silnik  Lycoming typu bokser O-320-E2A o mocy 150 KM.